# McLemore Avenue
McLemore Avenue è un album discografico del gruppo soul Booker T. & the MGs pubblicato nel 1970 su etichetta Stax Records.

## Il disco
L'album è una rielaborazione in versione strumentale di quasi tutto l'album Abbey Road dei Beatles (pubblicato solo pochi mesi prima nel settembre 1969) ad eccezione delle tracce Maxwell's Silver Hammer, Oh! Darling, Octopus's Garden, e Her Majesty. Il titolo e la copertina del disco stesso sono anch'essi un omaggio al disco dei Beatles; l'indirizzo 926 East McLemore Avenue era quello degli studi di registrazione Stax a Memphis, come 3 Abbey Road era quello degli studi EMI a Londra; nella foto di copertina, in maniera simile a quanto fatto dai Beatles nella celebre immagine di Abbey Road, i membri del gruppo attraversano in fila indiana la strada.
Booker T. Jones disse: «Mi trovavo in California quando ascoltai per la prima volta Abbey Road, e pensai quanto fosse coraggioso da parte loro discostarsi dal loro stile abituale per sperimentare musicalmente nella maniera in cui stavano facendo. Spingere al limite i propri mezzi e reinventare sé stessi quando non avevano nessun bisogno di farlo. Erano il gruppo numero 1 al mondo ma vollero ugualmente rimettersi in gioco. La musica che produssero era semplicemente incredibile così mi sentii in dovere di renderle omaggio».

## Tracce
- Tutti i brani sono opera di Lennon-McCartney tranne Here Comes the Sun & Something, scritti da George Harrison.

Lato 1
1. Medley: Golden Slumbers, Carry That Weight, The End, Here Comes the Sun, Come Together - 15:48
2. Something - 4:09

Lato 2
1. Medley: Because, You Never Give Me Your Money - 7:26
2. Medley: Sun King, Mean Mr. Mustard, Polythene Pam, She Came In Through the Bathroom Window, I Want You (She's So Heavy) - 10:40

### Bonus tracks ristampa CD Stax 2011
1. You Can't Do That - 2:47
2. Day Tripper - 2:52
3. Michelle - 2:52
4. Eleanor Rigby - 3:41
5. Lady Madonna - 3:35
6. You Can't Do That (alternate take) - 3:08

## Formazione
Gruppo
- Booker T. Jones - organo, pianoforte, tastiere, chitarra
- Steve Cropper - chitarra
- Donald Dunn - basso
- Al Jackson Jr. - batteria

Produzione
- Produzione & arrangiamento - Booker T. & The M.G.s
- Ingegneri del suono - Ron Capone, Gordon Rudd, Rik Pekkonen
- Remix - Steve Cropper, John Fry
- Fotografie - Joel Brodsky
- Art direction - The Graffiteria/David Krieger
- Art supervision - Herb Kole